# Arradon
Arradon (Aradon trong tiếng Bretagne) là một xã ở tỉnh Morbihan trong vùng Bretagne tây bắc Pháp. Xã này có diện tích 18,49 km², dân số năm 1999 là 4719 người. Khu vực này có độ cao từ 0-61 mét trên mực nước biển.
The cư dân của Arradon trong tiếng Pháp gọi là Arradonnais.